# 篠田有香
篠田 有香（しのだ ゆか、11月17日 - ）は日本の女性声優。愛知県出身。
フォレストリンク所属。
本業は声優だが、MCやレポーター、ライターなど幅広い分野で活動している。

## 人物
以前はアル・シェア（旧：同人舎）やアールグルッペ、劇団K-Showに所属していた。
座右の銘は、「人生無駄なし」、「希望のあるところに道はある」、「元気に笑顔で無理はせず」。
TVゲーム・PCゲーム・ミニ四駆・サバイバルゲームなどいわゆる男性向けの趣味にも抵抗無く楽しんでいる。その半面、『美少女戦士セーラームーン』や『神風怪盗ジャンヌ』、T.M.Revolutionをこよなく愛するという一面も併せ持つ。また、スマートフォンアプリのゲームでは、自身が声優を務めるゲーム以外にも幅広くプレイを行うほどのゲーム愛好家である。
趣味は人の話を聞くこと。映画鑑賞。DVD鑑賞。写真を撮ること。散歩。イラストを描くこと。フィギュアスケート観戦。
散歩は休みの日だけでなく、仕事の合間の移動時間などでも電車の数駅分歩いてしまうほどの散歩好きである。
特技は大きいリアクション。どこでも寝られる。早起き。マーチングバンド。ダンス。学生時代は、マーチングバンド部に所属していた。
甘いもの特にチョコレートとカフェラテ、アイスラテが大好物である。生のトマトやフルーツ全般（特にバナナやミカン）が苦手である。
ライブ配信サイト「SHOWROOM」内にて、自身の番組「篠田有香no部屋 〜ザリケルもいるよ〜 第2章」を不定期にて配信している。放送開始当初、アンケートにて視聴者を「狛犬」（守り神の意味）、自身を「姫」と呼ぶことが決まり、それが自身のニックネーム「姫」に繋がっている。このような経緯から自身のファンのことを親しみを込めて「狛犬」と呼ぶことが多い。
そのなかでひょんなことからザリガニの話題となり、トントン拍子でザリガニの人形を購入。ザリケルと名付けられ、現在は上記配信にて欠かせないマスコット的存在の相方となっている。
声優の丸山エレキ、ゲームライターのたてりょうたと3人でユニット「マルボカ」を結成。ゲームバラエティ『マルチでボカン』を定期的に配信を行っている（毎週水曜日配信）。

## 出演（声優）

### テレビアニメ
- 東京マグニチュード8.0（2009年、マユの弟）
- はっけん たいけん だいすき!しまじろう（カッコウ）
- ツキウタ。 THE ANIMATION（2016年、おばあちゃん）
- うのとウモモとター坊と
- しまじろうのわお！（2016年、ぴょんぐり[16] / ぴょん太[17]）
- DYNAMIC CHORD（2017年、お天気お姉さん）
- 魔入りました!入間くん（2020年、マルさん）
- BLEACH 千年血戦篇-相剋譚-（2024年、市民）

### ゲーム
- 純情ロマンチカ 〜恋のドキドキ大作戦〜（2008年）
- エレメンタルリーグ〜精霊獣と世界樹の葉〜
- 百女神ばすたぁ〜ず（プリメラ、ルヴィ）
- 学都戦記レリックハート」
- 魔法陣少女 ノブナガサーガ（ゴエモン）
- 三国海戦」
- デウスエクス マンカインド・ディバイデッド
- 幻獣姫（ヴァルハラ）
- Q&Qアンサーズ」（美女と野獣）[18]
- パチスロ「賞金首2」（シャーリー）
- Merkava Avalanche
- コール オブ デューティ ワールドウォーII
- A3!（2018年、泉田莇〈幼少時〉[19]、ガイの母[20]）
- サマースウィートハート（2019年、柳瀬楽）
- グランドインテンション・アジャストメント（ミランダ）

### 吹き替え

#### 映画
- アウェアネス 超能力覚醒
- GOAL!3（タムシン）
- THE LABEL（ペイジ）
- SEX IS ZERO2（ジヒョン）
- ヘザー・グラハム in おいしいオトコの作り方（レイチェル）
- 殺しのナンバー（メレディス）
- アウトロー（ダグニー）
- 100年の花嫁（青ニット帽女）
- エリートをぶっとばせ（カミラ）
- メガ・スパイダー（リサ）
- ハウ・トゥ・エスケイプ（ローリー）
- ジョーズ・リターン（BJ）
- プラスティック（フランキー）
- Dead In Tombstone
- フロントランナー（アイリーン・ケリー〈モリー・イフラム〉）
- ハドソン川の奇跡（アリソン）※ザ・シネマ版
- リトル・マーメイド（カスピア〈ナタリー・ソレル〉[21]）
- ディスクワイエット（リリー）

#### ドラマ
- ワイヤー・イン・ザ・ブラッド4（ジェシカ）
- ネイルサロン・パリス〜恋はゆび先から〜 #1（ミソン）
- X-ファイル 2016
- オクニョ 運命の女（マノク）
- THE GOOD COP/グッド・コップ（シンシア）

#### アニメ
- カリブの海賊王
- ブルー・エレファント

### ドラマCD
- サウンドシンフォニア第三楽章「1789年のソナタ」シリーズ（2015年、ヴィクトワール / おばちゃん 他[22][23][24]）
  - 第0章【忘れられた物語】
  - 星の章・1【終わりと始まり】
  - 星の章・3【4年後】

### デジタルコミック
- 五番街の白やぎさん（2018年、時任深緒[25]）
- 美木さん、大好きです!（2021年、佐々木そよ[26]、砂場の小学生[27]）
- とげとげ（2021年、看護師[28]、めいの母[29]、子供[30]）

### オーディオブック
- FeBe「恋愛寫眞 もうひとつの物語」（2017年、由香 / 水紀[31]）
- 余命3000文字（2021年）[32]

### ボイスオーバー
- 現代の驚異
- 華麗なる英国競馬の世界
- 世界の馬上から
- マザー・テレサ〜すばらしいことを神さまのために〜

### ナレーション
- ロックタイト
- PlayStationR4用ソフトウェア「EVOLVE」紹介動画ナレーション
- IBM FlashSystemHowTo動画ナレーション
- DHCプロティンダイエット（細美）
- 横浜市グリーンインフラ
- 常陽銀行アプリ説明動画
- ワコール「サクセスウォーク～靴も、ワコールという選択～」（2017年[33]）

## 出演（俳優・タレント）

### 邦画
- WHITE MEXICO（2007年）

### 舞台
- 劇団K-Show 改訂版 からすがなくからかえろう（黒川B）
- 劇団K-Show かかしのうた（久保田真里）
- 劇団K-Show クリスマスに苦しみます（ダンサー）
- 劇団K-Show 今日の終電 明日の始発（ヒカリ）
- 劇団K-Show かりんとう（持田季菜子A / 魔法使いシフォンB）
- 劇団K-Show 神様のゆううつ〜信仰心進行中〜（再演）（アキバ）
- 劇団K-Show こちら、不幸せ放送局！（アイコ）
- 劇団K-Show 気になる病は気から出たマコト（山浦さつき）
- 劇団K-Show 今宵の月に、姫はいるのか。（ルナ）
- 劇団K-Show 婚活、トンカツ、最後に愛は勝つ!!（久保田）
- 劇団K-Show かたみちでんわ（ミクB）
- 劇団K-Show 快刀乱麻を断つころに（花沢美月）
- Read Act Live（サラ・ロートリンゲン）

### CM
- アクアクララ
- あつまれ!!メイド イン ワリオ
- トヨタテクニカルディベロップメント
- トライト
- 野村證券
- ラジオCM「パチンコSAP」

### VP
- 全国警備業協会
- パナソニック
- 手賀沼観光リゾート〜満天の湯〜
- 東京ミッドタウン防災VP

### MC
- WCGクロスファイア日本予選決勝トーナメント
- アラリオフェス2011冬in秋葉原
- モンスターハンター フロンティアオンラインVS．クエストチャンピオントーナメント
- CFC公式オフライン決勝戦2012 Season3、Season4
- モンスターハンター フロンティアオンライン誕生5週年 MHF感謝祭2012
- MHF-G先行体験会イベント
- 日本エムツーソフト会社講演
- モンスターハンター フロンティアG 誕生7周年MHF-G感謝祭2014
- DeNA「もやもや美少女モバゲー!!!」
- アプリのがっこう
- MHF-G 東京ゲームショウ「DMM杯」
- ショッピングセンターロールプレイングコンテスト
- Brilliant Star☆デコレーションズ Vol.8　少女天使
- Brilliant Star☆デコレーションズ Vol.10 魔法王女と魔法使い
- Brilliant Star☆デコレーションズ Vol.12 ポイズンガーデン
- ACSユニオンライブ
- たちかわ楽市2015・2016・2017
- 雷神アイドルステージPart.1〜Part.13

### レポーター
- 東京ゲームショウ2015、2016、2017（ジーパラドッドコム内）
- セガネットワークスファン感謝祭　2015（ジーパラドッドコム内）
- セガフェス 2016（ゲーがく特別編内）

### モデル
- アミューズメントメディア総合学院（パンフレット・雑誌）
- 週刊アスキー

### イベント
- オンラインゲーム”Gunz”（コンパニオン）

### ラジオ
- ヴォイス オブ トレビアン love 体育倉庫'5!（パーソナリティー）
- 小森まなみのPop'n!パジャマEYE（番組内インフォマーシャル）
- 軽茶しんどろ〜む（Voice・Love・Network）

### Web
- 「マルチでボカン！」youtubeチャンネル/FRESH!/Periscope（毎週水曜日配信）

### 執筆
- ジーパラドットコム（不定期連載）